# Núcleo antiguo de Vic

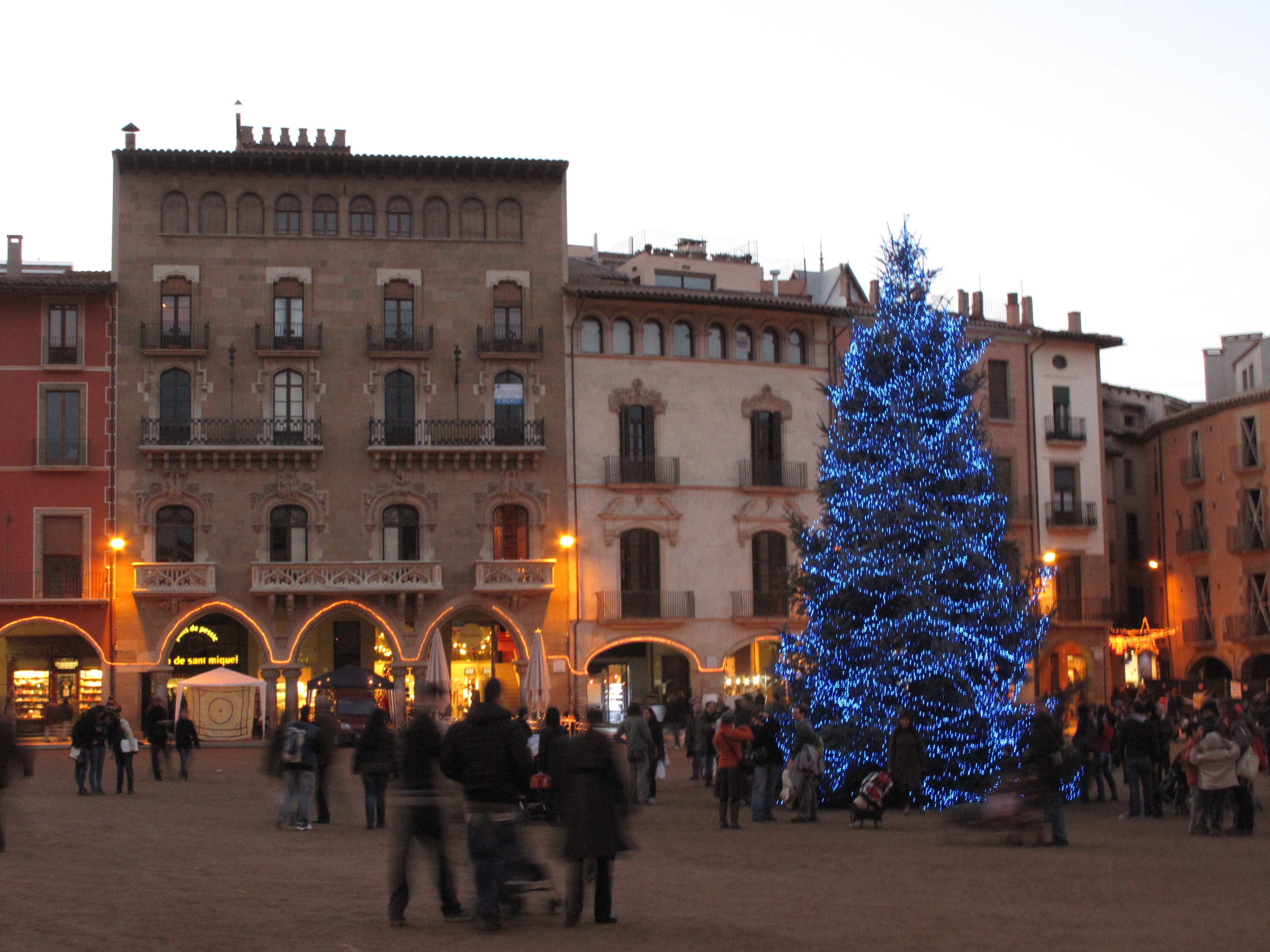
Plaza Mayor de Vic

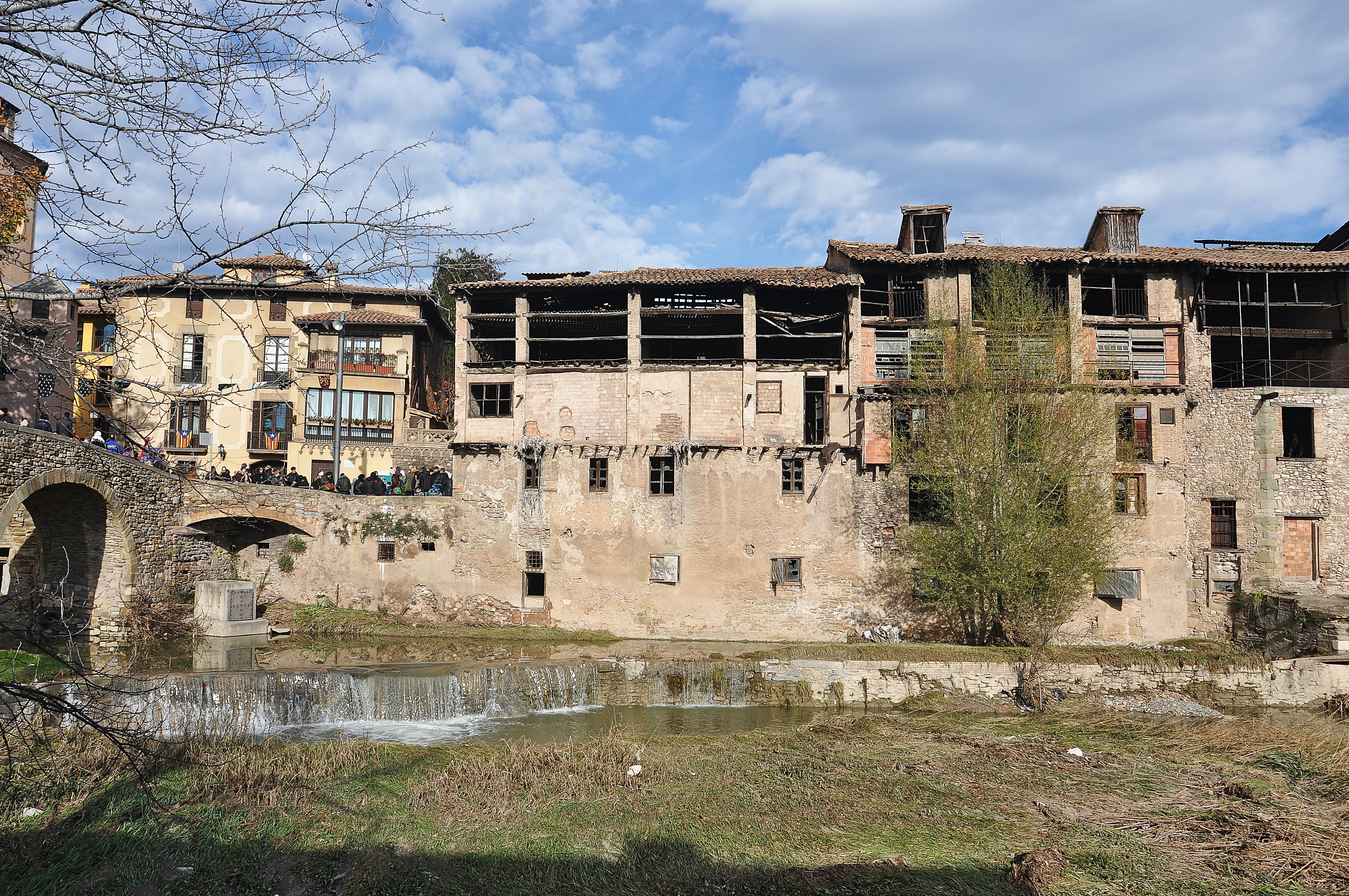
Núcleo antiguo

El núcleo antiguo de Vic es un entramado de calles empedradas, en general peatonales, con un estilo puramente medieval. También hay una ruta indicada para recorrerlo en toda su plenitud pasando por todos sus puntos de interés. Fachadas restauradas, caserones antiguos, plazas de piedra y la gran catedral barroca de Vic. Es un paseo de una hora para disfrutar tranquilamente entre antiguas callejuelas.   
La Plaza Mayor se encuentra en el centro de la ciudad y es donde empiezan todas estas calles que se despliegan en todas direcciones.

## Historia
Se conoce Vic desde el sigo IV ac y era el centro de la tribu ibérica de los Ausetanos. Más tarde, con los romanos, se convirtió en una ciudad tributaria. Llegó a ser municipio y se construyó un templo en el siglo II en lo más alto de la ciudad. En la época visigótica fue sede episcopal y después de la invasión de los sarracenos la ciudad fue destruida (826). 
Wifredo el Velloso (878) repobló la plana de Vich y la creación de Osona, solamente quedaron los muros del templo romano. También se restauró la sede episcopal y se construyó la parte baja de la catedral. En 1038 el obispo Oliba consagró la catedral románica, la cual sigue existiendo hoy en día.   
La privatización del poder público en la época medieval dividió a Vich en dos partes: la dominada por el obispo, la cual se traspasó al rey (1316); y la otra, dominada por los señores del castillo: los Montcada. Esta división provocó que la vida creciera alrededor de la Catedral, el Castillo y el Mercadal. 
La ciudad se unificó en 1450 por el rey Alfonso el Magnánimo. La reconstrucción y reanimación económica en el siglo XVIII favoreció la aparición de importantes esculturas y arquitecturas.  
En 1975, después de la construcción del ferrocarril que unía Vich con Barcelona, se produjo un gran resurgimiento cultural sumado a la creación del Seminario que recuperaba la tradición de la época medieval y la antigua escuela catedralicia y de la Universidad Literaria de Vich del siglo XVII.